# Idiochlora timida
Idiochlora timida är en fjärilsart som beskrevs av Louis Beethoven Prout 1922. Idiochlora timida ingår i släktet Idiochlora och familjen mätare. Inga underarter finns listade i Catalogue of Life.